# Guozijian

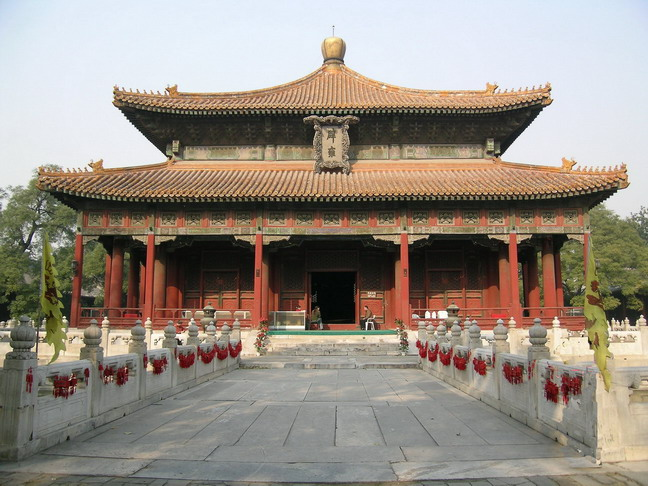
um dos principais salões do Guozijian na baixa de Pequim

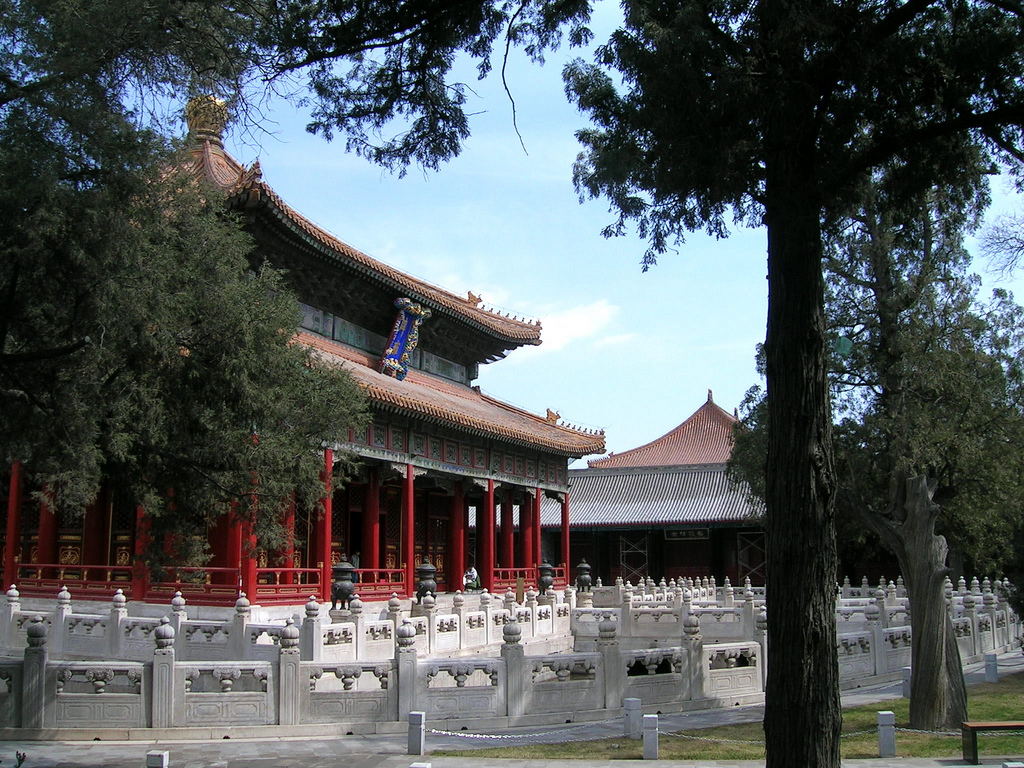
O Guozijian (Colégio Imperial) de Pequim

O Guozijian (國子監 guózǐjiàn), a  Escola dos Filhos do Estado por vezes chamada de  Escola Central Imperial, Academia Imperial ou de Colégio Imperial foi o centro nacional do instituto de aprendizagem das Dinastia Chinesas depois dos Sui. Foi o maior instituto de aprendizagem do sistema educativo tradicional da China.

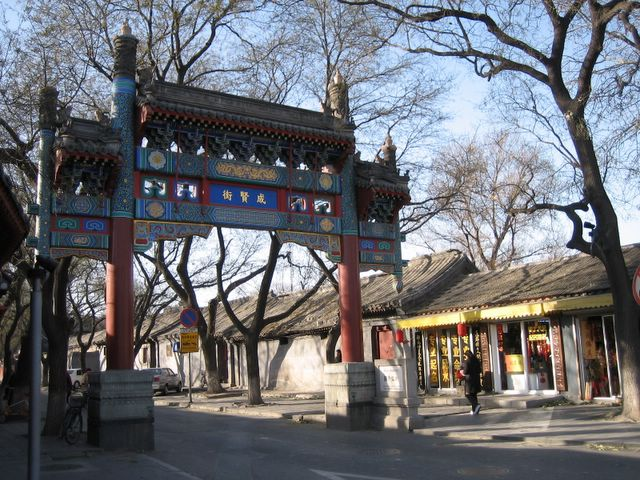
O paifang ou arco da rua Guozijian de Pequim, onde o colégio imperial está localizado.

Antigamente era chamado de Taixue. As  escolas centrais de taixue já em 3 EC, quando o padrão nacional de ensino foi criado e financiado durante o reinado do Imperador Ping de Han. Quando dissolvida em 1898 durante a reforma da Dinastia Qing, o Guozijian foi substituída pela Academia Capital Imperial, mais tarde rebaptizada como Universidade de Pequim.
O Guozijian estava localizados na capital nacional de cada dinastia -- Chang'an, Luoyang, Kaifeng, e Nanjing.

Na Dinastia Ming houve duas capitais; assim, havia dois Guozijian, um em Nanjing e outra em Pequim.
O Guozijian, esteve localizado na Rua Guozijian (ou Rua  Chengxian) no Distrito Dongcheng, Pequim, durante a Yuan, Ming e Qing dinastias (embora a maioria dos seus edifícios foram construídos durante a dinastia Ming) o Colégio Imperial foi o último Guozijian na China e é um importante património cultural nacional